# بيتر هيتشكوك
بيتر هيتشكوك هو محامي وقاضي وسياسي أمريكي، ولد في 19 أكتوبر 1781 في تشيشاير في الولايات المتحدة، وتوفي في 4 مارس 1853 في باينسفيل في الولايات المتحدة. نشط حزبياً في الحزب الجمهوري الديمقراطي. وقد انتخب Supreme Court of Ohio ‏ وانتخب عضو مجلس نواب أوهايو ‏ وانتخب عضو مجلس النواب الأمريكي ‏.